# Blanktjärnarna, Hälsingland
Blanktjärnarna är en sjö i Ljusdals kommun i Hälsingland som ingår i Ljusnans huvudavrinningsområde.